# Mahazina Ambohipierenana
Mahazina Ambohipierenana est une commune urbaine malgache située dans la partie est de la région d'Amoron'i Mania.